# Диаките, Мусса (футболист, 2003)
Мусса́ Диаките́ (фр. Moussa Diakité; род. 4 ноября 2003) — малийский футболист, полузащитник клуба «Кадис Б».

## Карьера
С 2022 года выступал за молодёжные команды «Кадиса». В том же году был заявлен за вторую команду клуба. Дебютировал в Четвёртой лиге Испании 30 января в матче с «Кордовой». 4 декабря 2023 года дебютировал за основную команду в Ла Лиге, выйдя на замену вместо Рубена Алькараса в матче с «Сельтой».